# Pornhub
Pornhub（ポルノハブ、ポーンハブ）は、カナダのポルノ動画（アダルト動画）サイトである。
2007年にカナダのモントリオールでサービスを開始した。現在、キプロスのリマソールにオフィスとサーバーを持っている。Pornhubで広告収益を得ている人はPornhuberと呼ばれる。

## 概要
2007年にモントリオールで開設され、プロとアマチュアによるポルノグラフィを提供している。Pornhubは、サンフランシスコ、ヒューストン、ニューオーリンズ、ロンドンにも事務所とサーバーを置いている。2010年3月、Pornhubは多くのポルノグラフィサイトのオーナーであるMindGeekの傘下となった。
Pornhubは、プレミアム会員を対象に360°ビデオを提供しており、PlayStation VRで視聴することができる。2015年2月、Pornhubは、運動エネルギー発電機の機能を持ったリストバンドを公開した。主に男性を対象としているこのリストバンドは、マスターベーションの上下運動を利用して家電製品を充電することができる。Pornhubは、宇宙空間でポルノ映画を撮影する計画を発表している。2018年5月、PornhubはVPNhubという名前のVPNサービスを開始した。
2018年9月6日、ロサンゼルスのベラスコ・シアターで初回のPornhubアワードが開催された。Pornhubの視聴者であることを公言しているアメリカ合衆国のラッパー、カニエ・ウェストがクリエイティブ・ディレクターを務めた。ウェストは、このイベントで、自身の楽曲『I Love It』のミュージック・ビデオを初公開した。第2回目の式典は、2019年10月11日にロサンゼルスのオルフェウム劇場で開催された。

## アクセス
SimilarWebの2025年3月の統計によれば、最もアクセスされたアダルトサイトで、世界で19番目に多くアクセスされたウェブサイトであり、国別のアクセス数はアメリカが最も多く、次いで日本である。
英国情報通信庁の調査によると、Pornhubは全アダルトサイトのなかで一番人気があり、2020年9月時点でイギリスから約1500万人がアクセスしており、イギリスの成人男性の50%と、成人女性の16％が閲覧した。
Pornhubの統計によれば、2017年の香港人の同サイト内検索は「日本」が最多であり、カテゴリー別では「変態」が最も多く、香港人がPornhubでいちばん観ているのは日本の変態アニメである。
Pornhubが発表した2019年国別アクセスランキングでサイト訪問時間の長さが世界一だったタイでは日本のポルノ動画が以前から一番の人気であり、多くのタイ人は「イク、イク」という日本語を知っており、日本のポルノ動画に愛着を感じている。

## 2020年の一斉削除
2020年12月4日、ニューヨーク・タイムズ紙は米ジャーナリストニコラス・クリストフの『The Children of Pornhub』という記事を掲載した。Pornhubには多くの児童ポルノ、リベンジポルノ、レイプといったシチュエーションの動画が存在するが、その中のほんの一部ではあるが、実際の動画が存在しており、被害者側の合意なしにアップロードされていると、事例も含めてこの記事は説明している。このことから、Pornhubはポルノ動画が同意のもと作成されていることを確認できるような体制でないことを批判し、Googleなどの検索エンジンやAmerican Express、PayPal、Visa、Mastercardなどの支払い業者にもそれを規制する責任が存在するはずだと論じた。
American ExpressやPayPalは利用規約上でポルノ商品への決済関与を禁止しており、特にPayPalはPornhubの親会社であるMindGeekにおける広告収入の決済を2019年11月に既に停止していた。VisaとMastercardは決済を継続していたが、これを機にPornhubへの調査を行うと発表した。
この発表を受けてPornhubは2020年12月9日、利用規約を改正し、身分証明によって認証済みの投稿者のみへの投稿許可、動画ダウンロードの禁止、NGワードの継続的な追加、AIと人間双方による監視の強化、外部NGOや第三者機関による動画コンテンツの監視などを発表した。
翌12月10日、Visaは調査のためPornhubでの決済処理を停止すると発表した。また同日、Mastercardは決済処理を停止させるとともに、Pornhubとの契約を打ち切ると発表した。これらの停止にはアメリカの反ポルノ団体であるNational Center on Sexual ExploitationやExodus Cry/TraffickingHubなどを中心とした反猥褻団体のロビー活動があるとされる。また、後に明らかになったが、パーシング・スクエア・キャピタル・マネジメントのCEOでアクティビストである投資家のビル・アックマンが、友人である当時MastercardのCEOであったアジェイ・バンガに送った私的メールが、一連の決済停止に対する火付け役となっていた。
これらの決済停止の圧力もあり、Pornhubは14日に新たな利用規約に基づいて、アカウントの認証が行われていない動画が不適切として一斉に非公開処理を行った。元々あった約1350万の動画が4日時点で470万本となった。

### 日本での反応
知的財産振興協会は「海賊版対策に取り組む立場としては当然、歓迎すべき流れです」。AV女優事務所の協会である日本プロダクション協会は、「今回の決定は好意的に見ています」とそれぞれコメントしている。
一斉削除を受け、日本から告発記者に対して誹謗中傷や殺害予告が相次いだ。「Please die for the time being（取り敢えず死んで下さい）」「全人類の敵」「絶対許さん」「死ぬことも逃げることも許されない地獄に落ちろ」といったツイートがなされており、ジャーナリストの林泰人はこれを「日本の恥である」と指摘している。
2022年以降、日本国内の成人向けコンテンツを提供しているサイトにおいても、同国発祥であるJCBを除く国際ブランドのクレジットカードでの取引が停止される事態が相次いでいるが、ITジャーナリストの三上洋はこの事案により、クレジットカード各社が、性的な表現に対して非常にセンシティブに対応するようになったことが原因であると述べている。

## ポルノ以外のコンテンツ
Pornhubユーザーは、コンテンツを収益化するために、ハリウッド映画の投稿を含む非ポルノコンテンツをサイトにアップロードすることがよくある（著作権所有者は、YouTubeなどの主流のビデオ共有サービスよりもPornhubでアップロードを探す可能性が低いと考えられている）。 YouTubeでの現金化、またはミームやジョークとしては不適格と見なされる。これらの動画には、ポルノ映画に似たダブルエンテンダーのタイトルが付いていることがよくある。たとえば、「Revolutionary Boys Get Dirty on American Politics」としてリストされているミュージカルハミルトンの海賊版、「Hardcore Pussy Gets Wrecked」としてリストされているアニメーション映画、Puss inBootsのクリップなど。 「輪姦」としてタグ付けされたeスポーツイベントのビデオと、性的なタイトルのコメディックビデオをフィーチャーしたライアンクリーマービデオをハイライトする。
2020年3月、PornhubはLeilah Weinraubのドキュメンタリー『Shakedown』を初公開した。このドキュメンタリーは、ロサンゼルスにある同名の黒人レズビアンストリップクラブを記録している。 この映画は、Criterion Channel経由でリリースされる前に、3月を通してサービスでストリーミングされた。 ブランドディレクターのAlexKleinは、Pornhubでの映画のプレミアは、「Pornhubが芸術をサポートするためのより大きな一般的な取り組み」の一環であると述べた。

## 著作権侵害の申し立て
2010年、Mansef Inc.と当時Pornhubの所有者であったInterhubは、ポルノ映画制作会社Pink Visual、Ventura Contentの著作権保有会社から、Pornhub、Keezmovies、 Extremetube、およびTube8。Ventura Contentによると、45本のビデオは「数千万回」ストリーミングされ、著作権侵害が「アダルトエンターテインメント業界全体」を脅かしていると主張した。訴訟は2010年10月に和解したが、条件は公開されていない。 両当事者は、サイト運営者が自社のサイトにデジタル指紋フィルタリングを実装することに合意した。このようなPorn2.0サイトは、有料のポルノWebサイトや、従来の雑誌やDVDベースのポルノをめぐる顕著な競争を引き起こしていると見なされている。   

## Pornhubアワード
- 第1回Pornhubアワード
- 第2回Pornhubアワード
- 第3回Pornhubアワード

## 作品
2023年3月15日、Pornhubを扱ったドキュメンタリー作品『マネーショット: Pornhubは語る』がNetflixで公開された。